# Lakeport (Kalifornija)
Lakeport je grad u američkoj saveznoj državi Kalifornija. Prema popisu stanovništva iz 2010. u njemu je živjelo 4.753 stanovnika.